# دریاچه وغنان
دریاچه وغنان (انگلیسی: Weghnan Lake) در ولسوالی ورسج ولایت تخار در شمال شرق افغانستان قرار دارد. این دریاچه حدود ۲/۹ کیلومتر (۱/۸ مایل) طول و ۰/۴ کیلومتر (۰/۲۵ مایل) عرض دارد و در ارتفاع تقریبی ۲۵۰۲ متری (۸۲۰۹ فوت) بالاتر از سطح دریای آزاد بر روی رود وغنان قرار دارد که از شمال به روستای وغنان می‌ریزد.